# Буддійська хронологія
- 563 до н. е.: Сіддхартха Гаутама, майбутній Будда, народжений у Лумбіні (Стародавня Індія).
- 534 до н. е.: Гаутама покидає рідну домівку і стає аскетом.
- 528 до н. е.: Гаутама досягає просвітлення, стає Буддою і починає своє служіння.
- ~ 500 до н. е.: класичний санскрит приходить на зміну ведійському санскриту.
- ~ 490 до н. е. — 410 до н. е.: життя Будди згідно з недавнім дослідженням[яким?].
- ~ 483 до н. е.: Будда Шак'ямуні помирає в Кусинарі (нинішня назва Кушинагар), Індії.

## Нова ера
- 1578: Алтан-хан, монгольський правитель присвоює титул Далай-лами Сонаму Г'яцо (третьому Далай-ламі).
- 1741: Буддизм легалізований як одна з державних релігій Російської імперії. Імператриця Єлизавета видає Указ, згідно з яким визнається існування «ламайської віри».